# Parigi-Roubaix 1897
La Parigi-Roubaix 1897, seconda edizione della corsa, si svolse il 18 aprile 1897 su un percorso di 280 km. La vittoria fu appannaggio dell'italiano Maurice Garin, che completò il percorso in 9h57'21", precedendo l'olandese Mathieu Cordang e lo svizzero Michel Frédérick.
Presero il via da Chatou 58 ciclisti (32 professionisti e 26 amatori), 24 di essi (13 professionisti ed 11 amatori) tagliarono il traguardo di Roubaix (furono 18 francesi, 3 belgi, 1 italiano, 1 olandese ed 1 svizzero).

## Ordine d'arrivo (Top 10)
In corsivo vengono riportati gli amatori
| Pos. | Corridore           | Squadra | Tempo      |
| ---- | ------------------- | ------- | ---------- |
| 1    | Maurice Garin       | -       | 9h57'21"   |
| 2    | Mathieu Cordang     | -       | s.t.       |
| 3    | Michel Frédérick    | -       | ?          |
| 4    | Gaston Rivierre     | -       | a 50'39"   |
| 5    | Jules Cordier       | -       | a 1h42'52" |
| 6    | Boinet              | -       | a 1h43'03" |
| 7    | Henri Ariès         | -       | a 1h53'12" |
| 8    | Guillochin          | -       | a 2h03'30" |
| 9    | Léopold Trousselier | -       | s.t.       |
| 10   | ?                   | -       | ?          |